# Andréas Wargenbrant

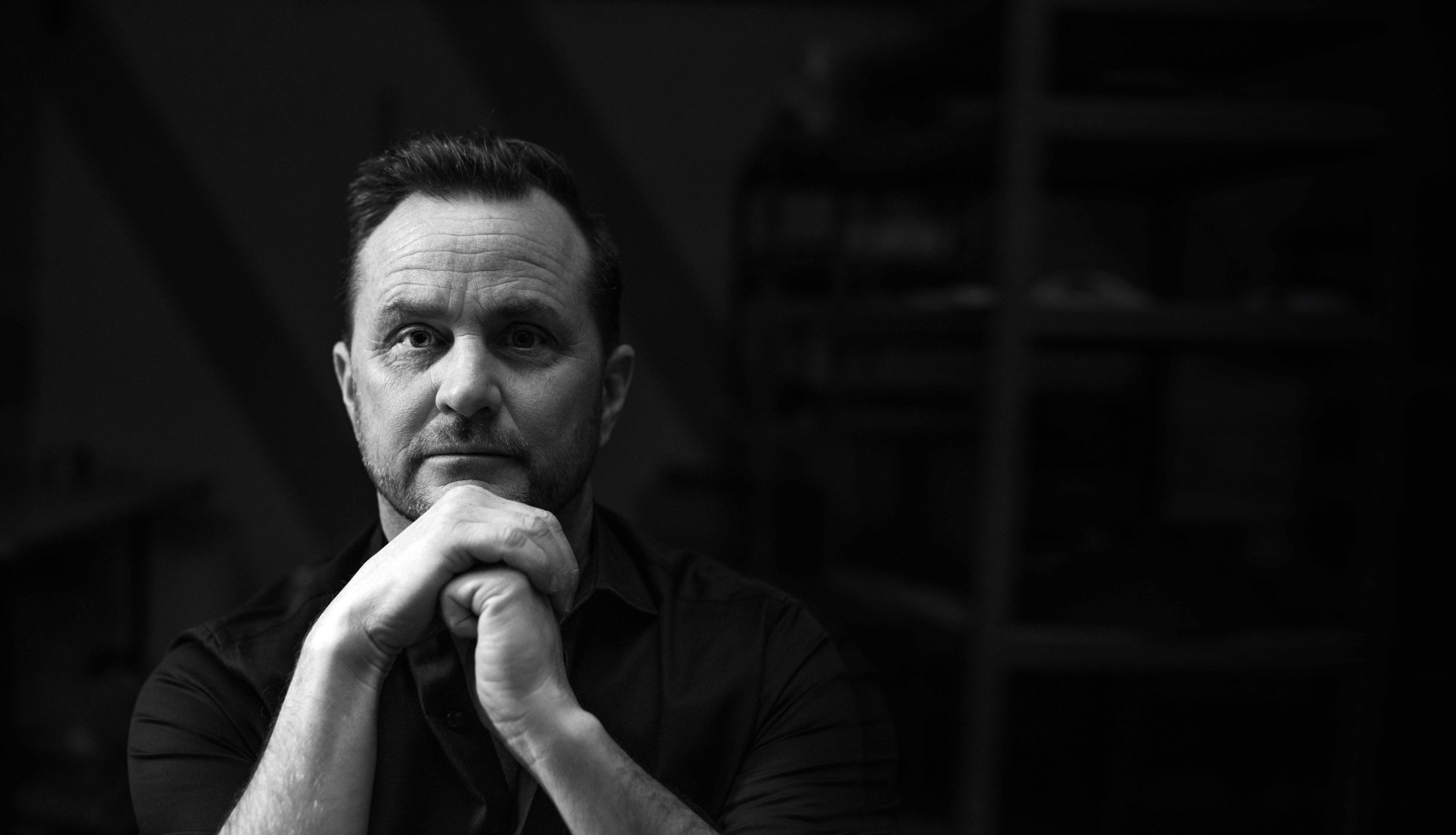
Andréas Wargenbrant.

Peter Onni Andréas Wargenbrant, född 13 oktober 1967 i Helsingborg, är en svensk skulptör, målare och fotokonstnär. 

## Biografi
Andréas Wargenbrant, som är född och uppvuxen i Helsingborg, är autodidakt. Han är främst känd för sina skulpturala verk i metaller som brons, koppar och gjutjärn, vilka har ytbehandlats för att skapa en rustik, patinerad yta. Metoderna innebär bland annat att låta skulpturerna ärga utomhus under lång tid och bearbetning med olika slipmedel.  Hans genombrott kom år 2010 med hans tolkning av den klassiska dalahästen i ärgad brons, vilken såldes på Bukowskis. Motiv är ofta djur såsom hundar, fåglar och hästar,  men pengar är också ett centralt tema för konsten. Hans väggtavla i metall, One dollar, uppmärksammades i en längre utställning på Caesar’s Palace i Las Vegas. I Tyskland blev hans skulptur Ocean 1 utvald av Unesco att representera ett världsarv och den finns numera i Hamburg. Gigantiska versioner av hans konst återfinns i butikslokaler och foajéer, som den två meter höga guldpatinerade skon My love to Louboutin på Bomans hotell i Trosa.
Wargenbrant är också konstnärlig ledare för Spritan, ett kreativt nav i Ödåkra spritfabrik utanför Helsingborg.

## Arbeten (urval)

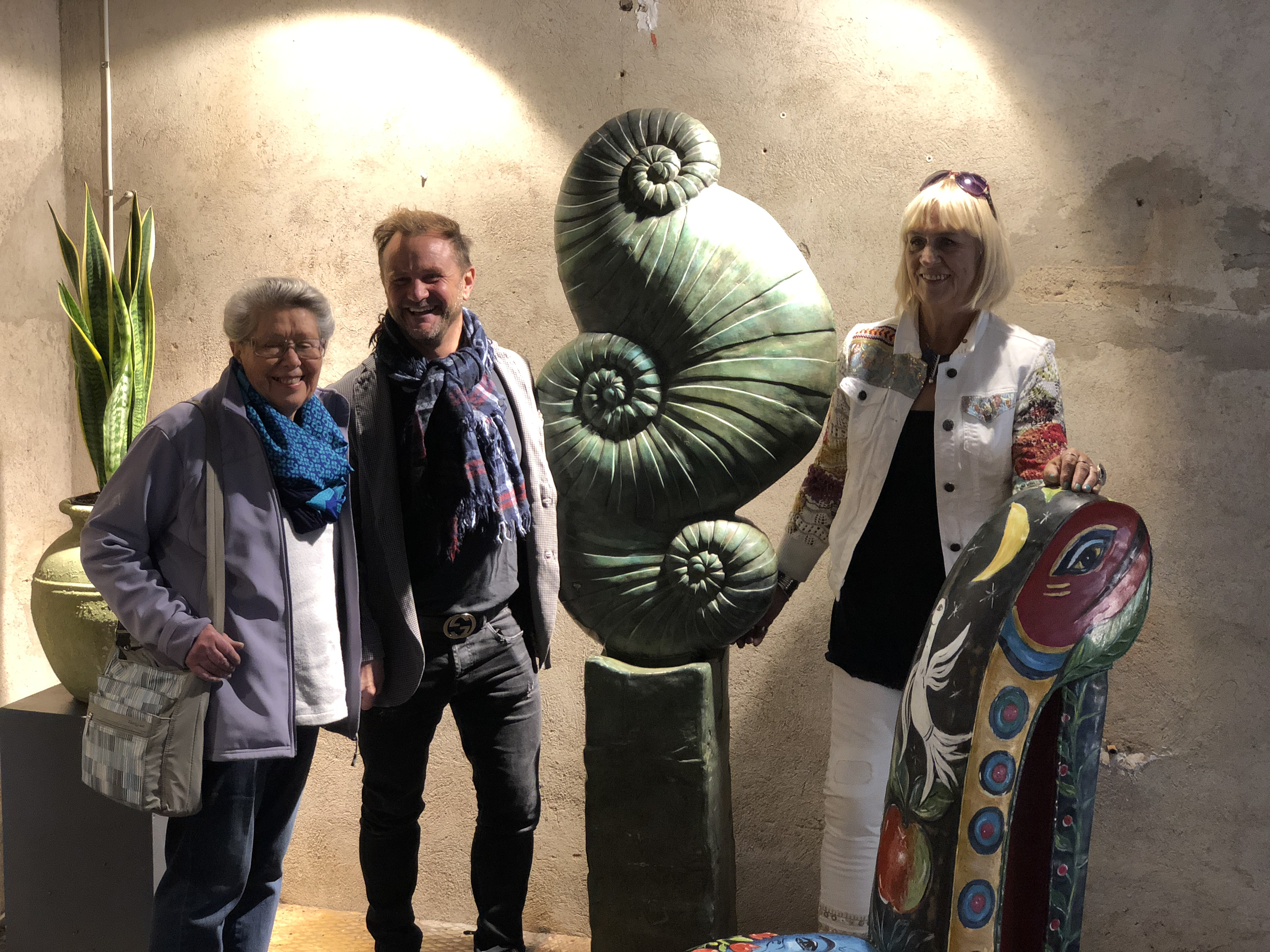
Maureen Quin, Andréas Wargenbrant och Dagmar Glemme. I bakgrunden skulpturen Ocean 1.
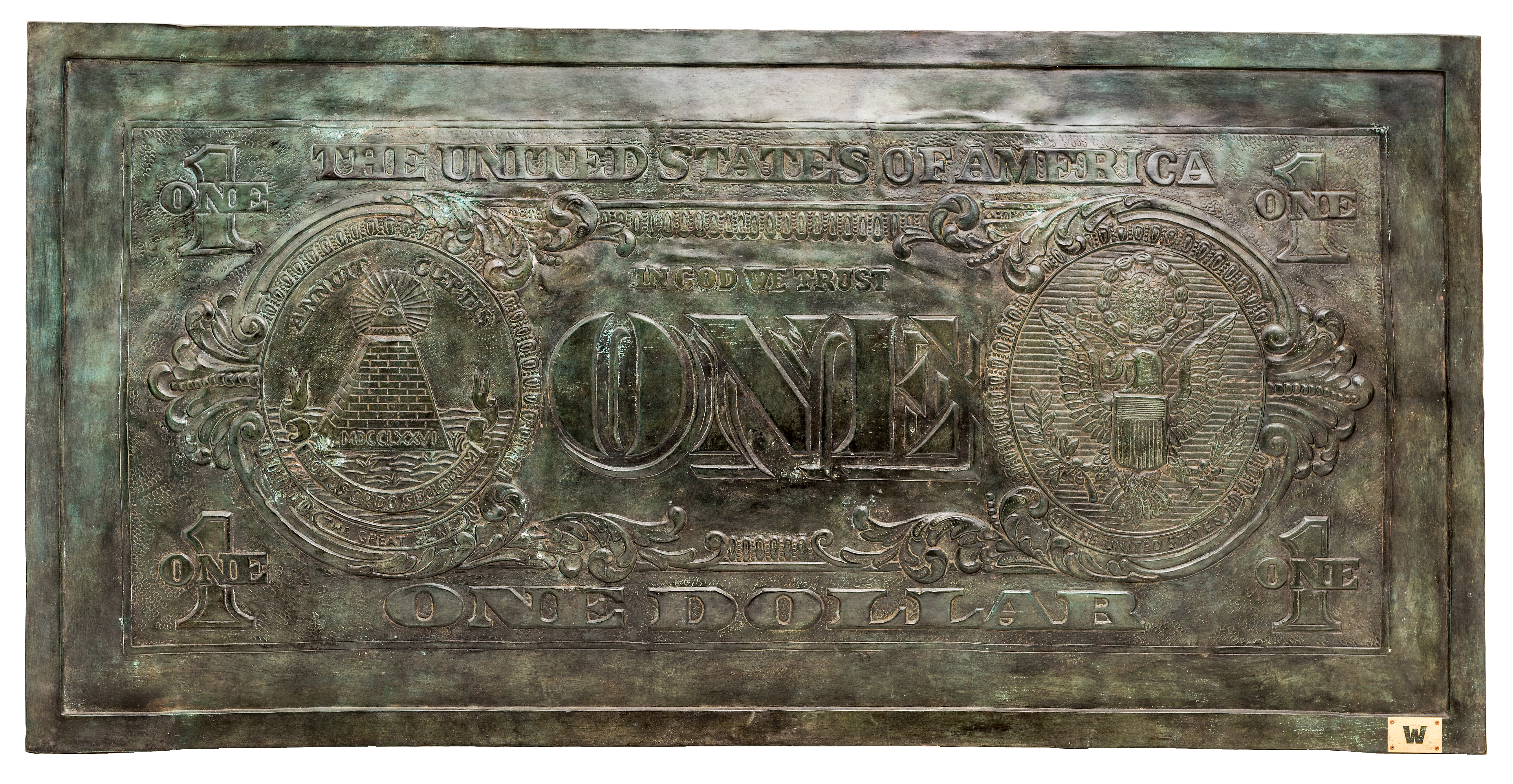
One dollar, brons.